# Archives biographiques suisses
Les archives biographiques suisses (ABS), appelées en allemand Schweizer Biographisches Archiv et en italien Archivio Biografico Svizzero sont des livres de référence sur des biographies de personnalités suisses.
Les ABS ont été publiés par Willy Keller entre 1952 et 1958 en 6 volumes imprimés à Zurich par l’EPI Verlag internationaler Publikationen. Leur objectif était de renseigner « sur toutes les personnalités suisses contemporaines qui jouent un rôle dans la vie culturelle, économique, politique, militaire et sportive » de la Suisse.
Ils servent comme une des (nombreuses) sources des archives biographiques allemandes.